# Teleutaea occidentalis
Teleutaea occidentalis là một loài tò vò trong họ Ichneumonidae.